# David Stern
David Joel Stern (New York, 22 settembre 1942 – New York, 1º gennaio 2020) è stato un avvocato e dirigente sportivo statunitense.
Dal 1984 al 2014 è stato il Commissario della National Basketball Association. È membro del Naismith Memorial Basketball Hall of Fame dal 2014, e del FIBA Hall of Fame dal 2016 in qualità di contributore.
È scomparso nel gennaio 2020 all'età di 77 anni a seguito di un'emorragia cerebrale che lo aveva colpito un mese prima.

## Biografia
Nato a New York da famiglia ebraica, cresce a Teaneck, nel New Jersey; si laurea in Storia alla Rutgers University nel 1963, quindi in Giurisprudenza alla Columbia Law School tre anni dopo. Entra come avvocato nel prestigioso studio legale internazionale Proskauer Rose, che cura gli interessi delle più importanti associazioni sportive statunitensi, ed in quella veste inizia a lavorare con la NBA, dapprima come legale esterno, poi come responsabile dell'ufficio legale (dal 1978), quindi come vice presidente esecutivo (dal 1980).
Nei primi anni ottanta la lega viveva un periodo di crisi, sia di immagine, con il problema della droga che coinvolgeva diversi giocatori, sia economico, per l'attenuato interesse del pubblico e la carente copertura televisiva della rete CBS, che giunse addirittura a trasmettere una gara delle finali NBA in differita. Le decisioni promosse da Stern di introdurre i test antidroga e il tetto salariale, producono una virtuosa comunione di interessi tra società e giocatori, diventando due mosse decisive per il rafforzamento della NBA e del suo stesso prestigio personale. Il 1º febbraio 1984 diventa il quarto presidente (Commissioner) nella storia della lega, succedendo a Larry O'Brien.

### National Basketball Association
Proprio nella stagione successiva (1984-1985) approdano in NBA giocatori che diverranno simboli della lega negli anni '80 e '90, ovvero Hakeem Olajuwon, Charles Barkley, John Stockton e Michael Jordan. Proprio grazie all'arrivo di quest'ultimo si è aperta una nuova era commerciale per la NBA. Grazie al suo talento per il gioco, Jordan si guadagna un contratto con il marchio Nike per la creazione di una linea di scarpe (Air Jordan), contribuendo anche ad aumentare l'attenzione nazionale sulla lega.
Per le Olimpiadi di Barcellona del 1992 Stern contribuisce alla creazione del Dream Team, squadra ricca di star NBA (Michael Jordan, Larry Bird e Magic Johnson su tutti). Per la prima volta dalla creazione della lega, i giocatori NBA partecipano alle Olimpiadi, torneo nel quale gli USA hanno sempre partecipato con una squadra composta da ragazzi universitari. Il Dream Team ha contribuito alla diffusione internazionale del marchio NBA, facendo vedere a tutto il mondo lo spettacolo che NBA ha da offrire.
Sempre per motivi di marketing internazionale, Stern ha voluto che venissero giocate alcune partite di preseason in giro per il mondo.
Durante il suo periodo da commissario ha ampliato la copertura televisiva nazionale e ha ampliato la lega permettendo l'inserimento di nuove squadre, incluse due canadesi (Toronto Raptors e Vancouver Grizzlies).
Stern ha inoltre supervisionato la creazione della WNBA, lega professionistica di pallacanestro femminile. La NBA ora ha 11 uffici al di fuori degli USA, ha una copertura televisiva in 215 nazioni in 43 lingue diverse.
Il 25 ottobre 2012 Stern dichiara che il suo successore alla nomina di Commissario  sarà Adam Silver, e il passaggio di consegne tra i due avviene il 1º febbraio 2014.

#### Eventi di rilevanza durante il mandato
- Creazione di 7 nuove squadre: Hornets, Timberwolves, Heat, Magic, Grizzlies, Raptors, Bobcats
- Ricollocazione di 6 franchigie NBA: Clippers, Kings, Grizzlies, Nets, Hornets, Sonics
- Trofeo delle NBA Finals rinominato Larry O'Brien Trophy
- L'NBA Finals Most Valuable Player Award rinominato Bill Russell NBA Finals Most Valuable Player Award
- Approvazione di un Codice di Abbigliamento in NBA
- Quattro NBA lockout (1995, 1996, 1998-1999, 2011)

### Vita privata
Era sposato con Dianne Bock Stern, e aveva due figli.